# Sistema de referencia preferente

Existe un conjunto preferente de sistemas de referencia cuya física no requiere de causas externas

En física teórica, el término sistema de referencia preferente o marco privilegiado suele hacer referencia a un hipotético sistema de referencia especial en el que las leyes científicas puede parecer identificablemente diferentes (más simples) que en los demás sistemas de referencia.
En las teorías que aplican el principio de relatividad al movimiento inercial, la física es la misma en todos los sistemas de referencia inerciales, e incluso es la misma en todos los marcos de referencia según el principio de la relatividad general.

## Sistema de referencia preferente en la teoría del éter
En las teorías que suponían que la luz viaja a una velocidad fija en relación con un éter detectable y no modificable, un sistema de referencia preferente sería un marco en el que este éter sería estacionario. En 1887, Michelson y Morley intentaron identificar el estado de movimiento del éter. Para hacerlo, asumieron que la relatividad galileana se satisfacía mediante relojes y reglas; es decir, que la longitud de las reglas y los períodos de los relojes son invariantes ante cualquier cambio del sistema galileano. Según tal hipótesis, se debería haber observado el éter.
Al comparar mediciones realizadas en diferentes direcciones y buscar un efecto debido a la velocidad orbital de la Tierra, su experimento produjo un famoso resultado nulo. Como consecuencia, la transformación de Galileo  fue reemplazada por la transformación de Lorentz dentro de la teoría del éter de Lorentz, aunque en esta última se seguía suponiendo la existencia de un éter indetectable y se mantenía el principio de relatividad. La teoría fue rápidamente reemplazada por la teoría de la relatividad especial, que daba fórmulas similares sin necesidad de considerar la existencia de un éter inobservable. Todos los sistemas de referencia inerciales son físicamente equivalentes, en ambas teorías. Más precisamente, siempre que ningún fenómeno viole el principio de relatividad del movimiento, no hay forma de medir la velocidad de un observador inercial con respecto a un posible medio de propagación de ondas cuánticas.

## Preferencia de los sistemas de referencia inerciales sobre los no inerciales
Aunque todos los sistemas de referencia inerciales son equivalentes con respecto a la mecánica clásica y a la teoría de la relatividad especial, el conjunto de todos los sistemas de referencia inerciales presenta algunas ventajas sobre los sistemas de referencia no inerciales en estas teorías.: 10  Los sistemas inerciales presentan la ventaja de que las leyes físicas que rigen en ellos carecen de causas que están fuera del sistema, mientras que los sistemas no inerciales sí las tienen. Einstein da el siguiente ejemplo: supóngase que dos cuerpos elásticos igualmente compuestos están en el espacio y distantes entre sí de manera que se puede ignorar la interacción entre ellos, y cuyo único movimiento relativo es una rotación rígida uniforme alrededor de la línea que une los centros de ambos cuerpos (como una rueda girando alrededor de un eje). Ambos cuerpos son esferas, pero por efecto del giro, una de ellos toma la forma de un esferoide (una esfera aplastada por los polos). La forma física observable propia de ambos cuerpos (esfera y esfera achatada) sigue siendo la misma en todos los sistemas de referencia. El sistema de referencia local no giratorio de la esfera deformada tiene una física cuya causa se encuentra fuera del sistema, responsable del achatamiento del esferoide. Esto no ocurre en el sistema de referencia no giratorio de la esfera (desde el que se puede explicar el achatado del esferoide por su giro), lo que lo hace preferible porque no requiere de causas externas. Esto se aplica a todos los sistemas inerciales, que tienen el mismo privilegio.: 209  Einstein desarrolló la relatividad general y el principio de equivalencia, en los que los sistemas inerciales-gravitacionales ya no son preferentes,: 215–223  porque las líneas geodésicas del espacio-tiempo explican estos efectos inerciales-gravitacionales sin necesidad de recurrir a una causa externa.